# Kayamb

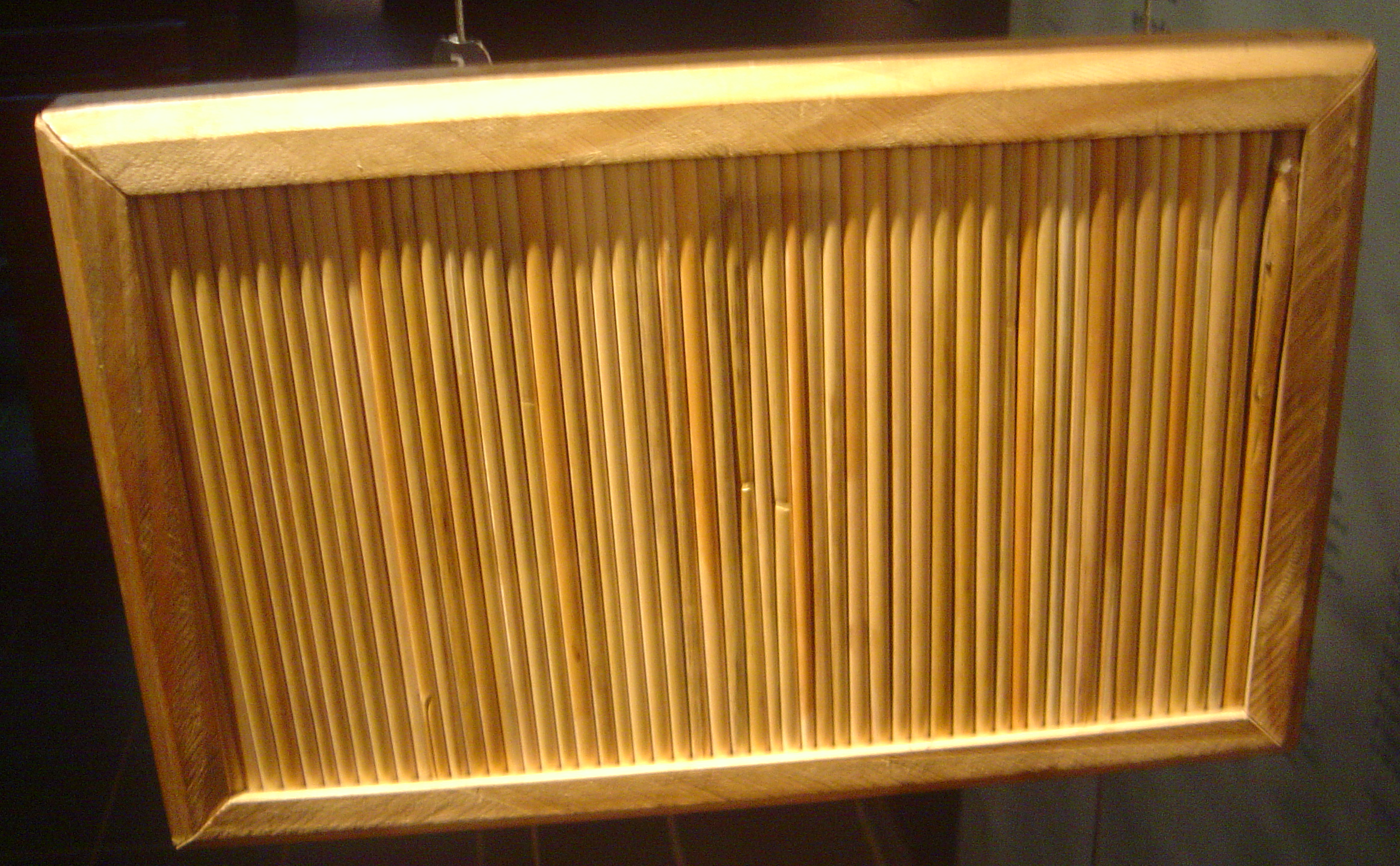
Kayamb

Kayamb (również kayanm) – tradycyjny instrument perkusyjny używany na wyspie Reunion. Ma postać pudła utworzonego się z wielu łodyg trzciny cukrowej wypełnionej nasionami różnych roślin. Zazwyczaj stosuje się nasiona liany Abrus precatorius lub paciorecznika. Dźwięk wydobywa się poprzez potrząsanie. Często wykorzystywany jako akompaniament do tańców maloya. Na Mauritiusie podobny instrument nosi nazwę maravann, w Afryce wschodniej kayamba.